# Santo Tomás La Unión
Santo Tomás La Unión («Santo Tomas»: en honor a Tomás el Apóstol; «La Unión» por la combinación de dos poblados que se habían separado)  es un municipio del departamento de Suchitepéquez en la República de Guatemala, que se encuentra localizado a 160 km de la Ciudad de Guatemala, en la costa sur de ese país centroamericano.  Era originalmente llamado Santo Tomás Perdido por la leyenda de una imagen de Santo Tomás que se había perdido de su templo católico en los primeros años de la colonia española.
Después de la Independencia de Centroamérica formó parte del departamento de Sololá/Suchitepéquez, y estuvo en el circuito de Mazatenango para la impartición de justicia. Posteriormente, en 1838 Santo Tomás Perdido pasó al Estado de Los Altos, el cual fue aprobado por el Congreso de la República Federal de Centro América en ese mismo año. En el nuevo estado hubo constantes revueltas campesinas y tensión con Guatemala, hasta que las hostilidades estallaron en 1840, y el general conservador mestizo Rafael Carrera no solamente recuperó la región para Guatemala sino que también venció contundemente al presidente de la República Federal de Centro América, el general liberal hondureño Francisco Morazán en la Ciudad de Guatemala luego de que este último invadiera a Guatemala.
El 12 de agosto de 1872, cuando la Revolución Liberal de 1871 ya había triunfado seis años después de la muerte del general Carrera, el gobierno de facto del presidente provisorio Miguel García Granados creó el nuevo departamento de Quiché tomando gran parte de los extensos territorios de Totonicapán/Huehuetenango y Sololá/Suchitepéquez. Desde ese momento, Santo Tomás Perdido pasó a ser parte del departamento de Totonicapán, hasta que fue adjudicado a la jurisdicción del departamento de Suchitepéquez por el Acta Constitutiva de Guatemala promulgada en 1879 por el gobierno del general Justo Rufino Barrios.
En 1905 pasó a ser una aldea del municipio de Zunil en el departamento de Quetzaltenango, hasta que finalmente recuperó la categoría de municipio de Suchitepéquez en 1944, ya con el nombre de Santo Tomás La Unión.

## Toponimia
Muchos de los nombres de los municipios y poblados de Guatemala constan de dos partes: el nombre del santo católico que se venera el día en que fueron fundados y una descripción con raíz náhuatl; esto se debe a que las tropas que invadieron la región en la década de 1520 al mando de Pedro de Alvarado estaban compuestas por soldados españoles y por indígenas tlaxcaltecas y cholultecas.  En algunos casos, los poblados solamente tenían el nombre del santo, como el caso de Santo Tomás La Unión, el cual fue nombrado así en honor a Santo Tomás Apóstol.

### Origen del nombre «Santo Tomás Perdido»
Existe también una leyenda relativa al origen del nombre Santo Tomás:  de acuerdo a la tradición oral, el nombre de Santo Tomás lo habría adquirido este territorio cuando aconteció un terremoto de magnitud considerable, el cual destruyó la mayor parte de infraestructura que existía.  Entre los edificios colapsados se encontraba un templo católico que albergaba la imagen de Santo Tomás Apóstol, la cual era muy venerada por los habitantes de la localidad; con la destrucción de la iglesia la imagen del santo se perdió pero fue hallada tras varios días a orillas del río Ochol, ubicado a unos quinientos metros del centro del poblado.  Por este hecho, los habitantes de lo localidad le cambiaron el nombre a «Santo Tomás Perdido». Los restos de la iglesia original se encuentran en donde ahora está el cementerio de la localidad.[cita requerida]

### Origen del nombre «Santo Tomás La Unión»
En 1905 el presidente lienciado Manuel Estrada Cabrera convirtió a Santo Tomás Perdido en una aldea del municipio de Zunil en Quetzaltenango.  Esta decisión afectó seriamente la estructura social del poblado, ya que mientras algunos habitantes estuvieron de acuerdo con ese cambio, pues sus orígenes eran de Zunil, el resto  —mestizos en su mayoría— estaban indignados pues no querían sujetarse a las autoridades zunileñas, ni al régimen de justicia maya.  Aunque quisieron revelarse, la fuerza del régimen cabrerista evitó que los mestizos se segregaran.[cita requerida]
Esta tensión constante entre mestizos e indígenas de Zunil y Totonicapán no fue de larga duración, y finalmente se alcanzó «La Unión» de los dos bandos en pugna; por esta razón se promovió cambiar el nombre de «Santo Tomás Perdido» a «Santo Tomás La Unión» y se hizo una solicitud al presidente Estrada Cabrera para que el poblado dejara de ser aldea de Zunil y pasara a ser municipio con su propio régimen de justicia.[cita requerida]

## División política
La cabecera municipal es el poblado de Santo Tomás La Unión. 
| División                | Listado |
| ----------------------- | --- |
| Área urbana             | - Barrio La Alameda - Barrio Pobre - Barrio Rico - Barrio la Cuchilla - Colonia Juárez - Colonia San Francisco de Asís - Colonia San Jaime - Barrio Claveles - Colonia Rosales - Sector Maxeño - Barrio Monte Sinai |
| Cantones del área rural | Camaché Grande, Camaché Chiquito, Mazá, La Trinidad, San Juan Pabayal y Chirijsin |

## Demografía
El municipio de Santo Tomás La Unión, según información proporcionada por el censo poblacional de 2018, contaba con 12 087 habitantes, de los cuales el 80 % pertenece a la etnia Quiché y el 20 % a la etnia Ladina.

## Geografía física
El municipio de Santo Tomás La Unión, Suchitepéquez cuenta con una superficie de 80 kilómetros cuadrados y se encuentra a una altitud de 940 m s. n. m. . 

### Topografía
El terreno del municipio es irregular, encontrándose en su territorio considerables elevaciones y algunas planicies; el suelo es adecuado para cultivos de café, banano, y árboles frutales.[cita requerida]

### Accidentes Hidrográficos
Dentro de estos están: el río Mazá y Nahualate, los cuales nacen en el departamento de Sololá; el primero sirve de límite entre los dos departamentos de Sololá y de Suchitepéquez y el segundo como límite entre el municipio de Santo Tomás la Unión y el municipio de Chicacao, este último también de Suchitepéquez.
Otros ríos de importancia son: Olimpo o Chacajá (que traduciendo al español significa «Río Sucio»), Camaché, Ochol, Mosquito y Rubí o la Ceiba. 

### Ubicación geográfica
Santo Tomás La Unión está en el departamento de Suchitepéquez, y sus colindancias son:
- Norte y este: Santa Catarina Ixtahuacán, municipio del departamento de Sololá
- Sur y oeste: San Pablo Jocopilas, municipio del departamento de Suchitepéquez
- Este: Chicacao, municipio del departamento de Suchitepéquez[10]

|                            | Norte: Santa Catarina Ixtahuacán |                                          |
| Oeste: San Pablo Jocopilas |                                  | Este: Chicacao Santa Catarina Ixtahuacán |
|                            | Sur: San Pablo Jocopilas         |                                          |

## Gobierno municipal
Los municipios se encuentran regulados en diversas leyes de la República, que establecen su forma de organización, lo relativo a la conformación de sus órganos administrativos y los tributos destinados para los mismos.  Aunque se trata de entidades autónomas, se encuentran sujetos a la legislación nacional y las principales leyes que los rigen desde 1985 son:
| N.º | Ley                                                | Descripción |
| --- | -------------------------------------------------- | --- |
| 1   | Constitución Política de la República de Guatemala | Tiene una regulación legal específica para los municipios en los artículos 253 al 262. |
| 2   | Ley Electoral y de Partidos Políticos              | Ley de carácter constitucional aplicable a los municipios en el tema de la conformación de sus autoridades electas. |
| 3   | Código Municipal                                   | Decreto 12-2002 del Congreso de la República de Guatemala. Tiene la categoría de ley ordinaria y contiene preceptos generales aplicables a todos los municipios, e inclusive contiene legislación referente a la creación de los municipios.             |
| 4   | Ley de Servicio Municipal                          | Decreto 1-87 del Congreso de la República de Guatemala. Regula las relaciones entra la municipalidad y los servidores públicos en materia laboral. Tiene su base constitucional en el artículo 262 de la constitución que ordena la emisión de la misma. |
| 5   | Ley General de Descentralización                   | Decreto 14-2002 del Congreso de la República de Guatemala. Regula el deber constitucional del Estado, y por ende del municipio, de promover y aplicar la descentralización y desconcentración económica y administrativa.                                |

El gobierno de los municipios está a cargo de un Concejo Municipal mientras que el código municipal —ley ordinaria que contiene disposiciones que se aplican a todos los municipios— establece que «el concejo municipal es el órgano colegiado superior de deliberación y de decisión de los asuntos municipales […] y tiene su sede en la circunscripción de la cabecera municipal»; el artículo 33 del mencionado código establece que «[le] corresponde con exclusividad al concejo municipal el ejercicio del gobierno del municipio».
El concejo municipal se integra con el alcalde, los síndicos y concejales, electos directamente por sufragio universal y secreto para un período de cuatro años, pudiendo ser reelectos.
Existen también las Alcaldías Auxiliares, los Comités Comunitarios de Desarrollo (COCODE), el Comité Municipal del Desarrollo (COMUDE), las asociaciones culturales y las comisiones de trabajo. Los alcaldes auxiliares son elegidos por las comunidades de acuerdo a sus principios y tradiciones, y se reúnen con el alcalde municipal el primer domingo de cada mes, mientras que los Comités Comunitarios de Desarrollo y el Comité Municipal de Desarrollo organizan y facilitan la participación de las comunidades priorizando necesidades y problemas.

## Historia

### Tras la Independencia de Centroamérica
La constitución del Estado de Guatemala promulgada el 11 de octubre de 1825 también estableció los circuitos para la administración de justicia en el territorio del Estado y menciona que Santo Tomás era parte del Circuito de Mazatenango en el distrito N.º 10 (Quetzaltenango) —llamado entonces «Quezaltenango»—, junto con el propio Mazatenango, Samayaque, San Lorenzo, Santo Domingo, Retalhuleu, San Antonio Suchitepéquez, San Bernardino, Sapotitlán y San Gabriel.

### El efímero Estado de Los Altos

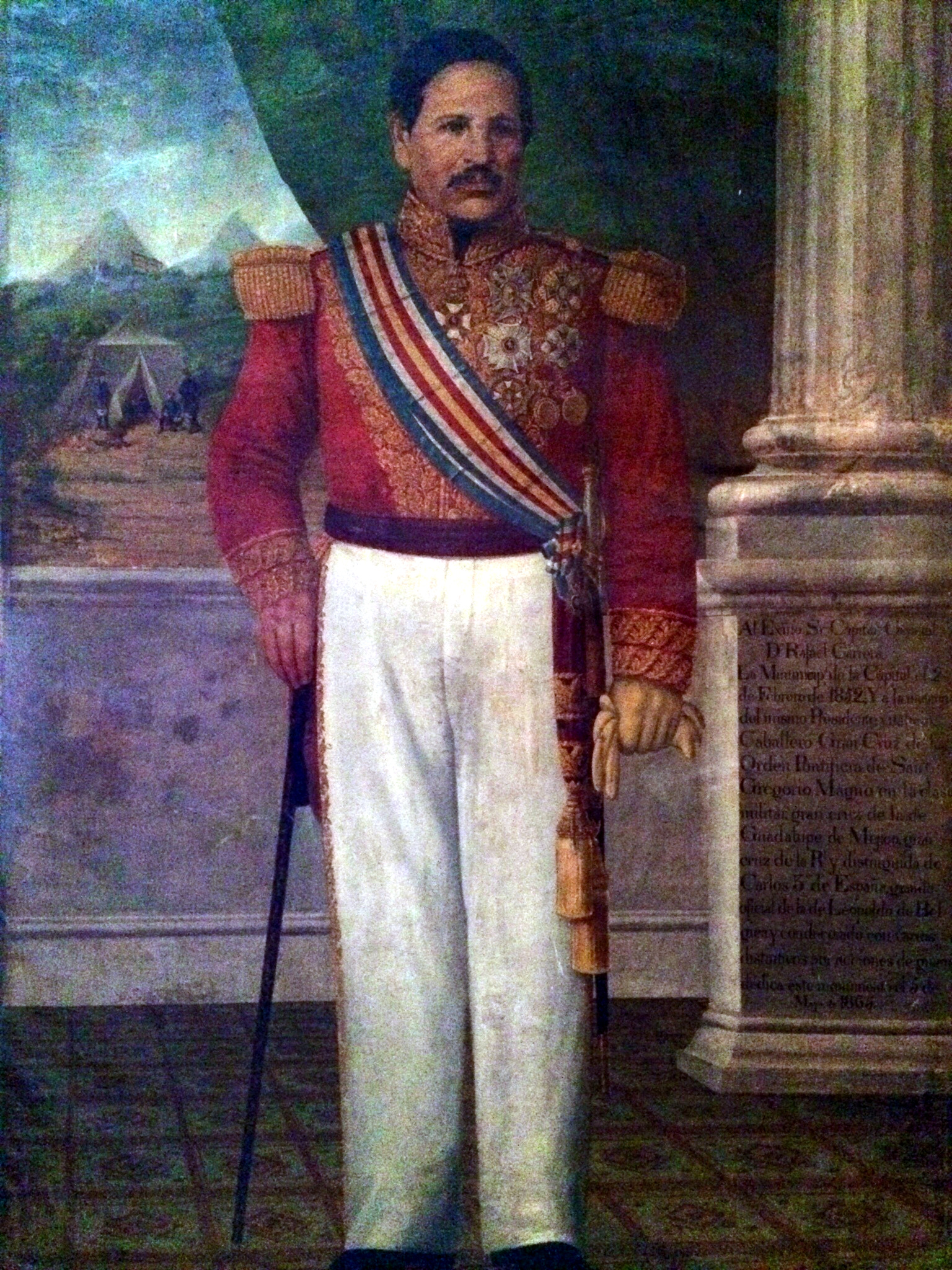
Retrato oficial del capitán general Rafael Carrera con la banda presidencial con los colores de la bandera de Guatemala instituida en 1858. En 1840 retomó por la fuerza el Estado de los Altos al que pertenecía Santo Tomás Perdido y derrotó al presidente de la República Federal de Centro América, el general hondureño Francisco Morazán.

A partir del 3 de abril de 1838, Santo Tomás Perdido fue parte de la región que formó el efímero Estado de Los Altos, el cual fue autorizado por el Congreso de la República Federal de Centro América el 25 de diciembre de ese año forzando a que el Estado de Guatemala se reorganizara en siete departamentos y dos distritos independientes el 12 de septiembre de 1839:
- Departamentos: Chimaltenango, Chiquimula, Escuintla, Guatemala, Mita, Sacatepéquez, y Verapaz
- Distritos: Izabal y Petén[16]

La región occidental de la actual Guatemala había mostrado intenciones de obtener mayor autonomía con respecto a las autoridades de la ciudad de Guatemala desde la época colonial, pues los criollos de la localidad consideraban que los criollos capitalinos que tenían el monopolio comercial con España no les daban un trato justo.  Pero este intento de secesión de los criollos liberales fue aplastado por el general conservador Rafael Carrera, quien reintegró al Estado de Los Altos al Estado de Guatemala en 1840 y también derrotó contundentemente al general hondureño Francisco Morazán —entonces presidente de la República Federal de Centro América— cuando éste invadió Guatemala para vengar lo hecho a los altos unos cuantos meses después.

### Tras la Reforma Liberal de 1871
Luego de la Reforma Liberal de 1871, el gobierno de facto del presidente provisiorio Miguel García Granados dispuso crear el departamento de Quiché para mejorar la administración territorial de la República dada la enorme extensión del territorio de los departamentos de Totonicapán/Huehuetenango y de Sololá/Suchitepéquez. De esta cuenta, el 12 de agosto de 1872 el departamento de Sololá/Suchitepéuez perdió sus distritos de Suchitepéquez, de la Sierra y de Quiché y Santo Tomás Perdido pasó a formar parte del nuevo departamento de Totonicapán, junto con Totonicapán, San Cristóbal, San Francisco El Alto, San Carlos Sija, San Antonio Sija, San Bartolo Agua Caliente, Calel, Momostenango, San Andrés Xecul, Santa María Chiquimula, Nagualá y San Antonio Ilotenango.
Años más tarde, pasó a la jurisdicción del departamento de Suchitepéquez, al emitirse la ley Constitutiva de la República de Guatemala el 11 de diciembre de 1879 durante el gobierno del general Justo Rufino Barrios.

### Durante el gobierno del licenciado Manuel Estrada Cabrera
El licenciado Manuel Estrada Cabrera, quezalteco de origen, gobernó Guatemala entre 1898 y 1920), y en su afán de ampliar el territorio de su departamento natal dictó el Acuerdo Gubernativo del 25 de febrero de 1905, por medio de la cual Santo Tomás Perdido se segregó del departamento de Suchitepéquez y pasó a ser aldea del municipio de Zunil en el departamento de Quetzaltenango. Tras una petición de los pobladores tras solventar problemas sociales que se originaron por el traslado jurisdiccional, el presidente guatemalteco accedió a restaurarlo como municipio con el nombre de Santo Tomás La Unión,  por el Acuerdo del 22 de octubre de 1914, aunque lo mantuvo en la jurisdicción del departamento de Quetzaltenango.
Veintinueve años después, por una reorganización geográfica y por carecer de medios de comunicación apropiados, Santo Tomás La Unión se segregó del departamento de Quetzaltenango y volvió a la jurisdicción de Suchitepéquez, según Acuerdo Gubernativo del 17 de enero de 1944, emitido por el gobierno del general Jorge Ubico. Se clasifica al municipio de 4.ª Categoría según Acuerdo del 26 de julio de 1957.

## Flora y fauna
Faunaexiste variedad de animales que van desde los tipos domésticos hasta algunos salvajes y silvestres; entre ellos: Mapaches, Armados, Tepezcuintle, chocoyos, palomas, ardillas, cangrejos; una amplia variedad de serpientes; tacuacines; diversidad de insectos. Esta extensa gama de animales hace que en Santo Tomás La Unión el ecosistema se desarrolle en condiciones óptimas; y el balance de la naturaleza se mantenga.
Florase compone fundamentalmente de gran variedad de especies de la boca costa; entre ellas; algunas maderas preciosas de cedro, palo blanco, canoj, y maderas para combustibles, así como árboles frutales, plantas medicinales (rosa Jamaica, té de limón, palo de vida, zábila, chipilín, izote; entre otras,) flores ornamentales y plantaciones de café, macadamia, banano y plátano.

## Comunicaciones y Transporte
La cabecera municipal tiene dos vías de acceso a la cabecera departamental de Mazatenango:  una por Samayac (18 km) y otra por San Antonio (23 km). También existen otros caminos y veredas que comunican con lugares circunvecinos y en su mayoría de la boca costa de Sololá. 

## Idioma
El idioma predominante es el español —que es el idioma oficial de la República— y es utilizado por un 60% de la población; el otro 40% utiliza el k'ich'e.[cita requerida]

## Economía
El principal cultivo es el café, cuya producción es abundante y considerada de excelente calidad. Además se cultiva banano, plátano, macadamia, árboles frutales, etc. y hay crianza de ganado bovino, porcino, y aviar, aunque este último es únicamente para el consumo familiar o interno. La actividad comercial se realiza a través del mercado municipal; efectuándose con mayor énfasis los días de plaza que son el jueves y domingo. 
El comercio está compuesto por pequeños talleres de sastrería, carpintería, tapicería, panadería, soldadura, mecánica automotriz, micro empresas de transporte, y por comercio informal.

## Ocio y Recreación
Santo Tomás La Unión cuenta con más de diez escenarios deportivos entre canchas de baloncesto y fútbol; además cuenta con varias piscinas y balnearios naturales, como el río Mazá y el Nahualate.[cita requerida]
El Centro Cultural Maxeño promueve actividades culturales en las que incluye espectáculos, conciertos, proyecciones de películas, deportes, exposiciones fotográficas y artísticas; asimismo cuenta un pequeño museo llamado «Rincón de La Identidad».[cita requerida]

## Costumbres y tradiciones

### Traje típico
Los primeros habitantes era originarios de Zunil y usaban el vestuario impuesto por los colonizadores españoles a su región: el atuendo femenino contaba con huipil de color blanco con grabados de color verde, morado y rojo, una faja roja que sostiene el corte negro, y una cinta o tocoyal que se lleva en la cabeza, un chachal y aretes; por su parte, el atuendo masculino era de pantalón corto de color blanco y una camisa de color morado y blanco. 
Esta vestimenta original se ha perdido, y ahora las damas se usan blusas sencillas, con cortes de varios colores y en algunas ocasiones güipiles, atados a la cintura por bandas así también el sut o sutes aretes y en algunas ocasiones collares o chachales; En cuanto a los hombres, éstos han abandonado el uso del traje colonial y han adoptado el del traje de corte europeo consistente en pantalón de vestir y camisas, y la mayoría utiliza sombrero. [cita requerida]

### Feria patronal
Comienza con el novenario y albas del 12 al 21 de diciembre, en honor a Santo Tomás Apóstol y los días principales son entre el 17 y el 22 de diciembre, en los que se celebran eventos culturales, deportivos, sociales y religiosos. El día 20 por la mañana se celebra un desfile hípico apoyado por el Centro Cultural Maxeño, la municipalidad y la Asociación Taurina y por la noche se realiza la quema del castillo pirotécnico y una procesión de la imagen de Santo Tomás Apóstol.  El día 21, se realiza una alborada con conjuntos marimbisticos, tambores y la chirimiílla, el Baile de la Conquista, el Baile de Moros, el Baile de los Mexicanos, y una corrida de toros por la tarde.[cita requerida]

### Cuaresma Maxeña
Las celebraciones de Cuaresma se inician el Miércoles de Ceniza, y continúan hasta el séptimo viernes de Cuaresma. Se realizan procesiones organizadas por la hermandad de la localidad y los cofrades, y una representación de la pasión de Jesús en vivo, la cual está acompañada por dos grupos de personas disfrazadas denominadas «judíos» o «cachudos» y los «centuriones».  Los disfraces de los «judíos» tienen un gorro cucurucho de colores, camisa y pantalón de diferentes colores, y un bastón rústico, mientras los de los «centuriones»tienen una corona, adornada plumas y espejos, un lienzo negro que cubre el rostro, un saco negro, pantalón negro, una banda de color roja cruzada, y una espada de madera. Originalmente sólo estaban estos dos grupos, pero en las últimas décadas surgió un tercer grupo: el de los «blanquitos» , los cuales van con atuendos blancos que les cubren todo el cuerpo, una corona con visera adornada con espejos y bricho multicolor, y un madero delgado y largo utilizado para derribar los cucuruchos de los «judíos» o «cachudos».[cita requerida]
El Miércoles Santo se acostumbra ir de madrugada al mercado a comprar frutas y corozo para adornar los arcos que construyen algunos vecinos en las calles; por la tarde, una persona disfrazada de Judas recorre las calles de a población, llevado en hombros por varias personas y acompañado por varios jóvenes y niños que van cantando «pan para Judas». La celebración de Judas termina con un concurso de baile al compás de Marimba y con un encuentro futbolístico por la «Copa Judas» entre dos equipos formados por personas que residente en el denominado «Barrio Pobre».[cita requerida] El «Jueves Santo» los vecinos intercambian alimentos; en la mañana hay trueque de garbanzo, chocolate, pan y miel y luego del mediodía se intercambia pescado, pollo y pepián.  El Viernes Santo por la mañana salen los «judíos» o «cachudos» a buscar a Jesús para la representación de la crucifixión en vivo; y por la tarde se realiza la procesión de la cofradía del Santo Entierro, durante la cual se distribuye a todos los presentes el atol ceremonial; por la noche se lleva a cabo la velación del Santo Entierro y a media noche un grupo de personas disfrazadas con máscaras y chicotes, conocidos como «salguaches», baja las frutas de los arcos y se dirige al templo católico conocido como «El Calvario», anunciando la Resurrección de Jesús.[cita requerida]
El sábado de Gloria por la mañana se quema a un muñeco que representa a Judas y algunos padres de familia acostumbran a sostener a sus hijos pequeños de las manos y los pies, para que el niño crezca sano. Otros golpean los árboles frutales, con un machete, con el fin de que la cosecha sea abundante.  Finalmente, el Domingo de Resurrección se representa el encuentro la Virgen de Dolores en el atrio de la iglesia con Jesús Resucitado en presencia de los «salguaches».[cita requerida]

### Matrimonio
Los indígenas de la localidad acostumbran que los novios busquen a dos testigos para acompañar las ceremonias de pedir la mano de la novia, que son tres en total.  En estas ceremonias los tesstigos llevan pan, chocolate, azúcar, jugos y cerveza y sirven de intermediarios para darle información a cada una de las familias de los novios y fijar la fecha del matrimonio.[cita requerida]

### Día de Esquipulas
El 15 de enero los inquilinos del mercado municipal y vecinos celebran el día del señor de Esquipulas.  Las celebraciones se inician con un novenario que se reza al alba entre el 6 y el 15 de enero, y luego concluye el 15 con una alborada con música, cohetillos, tambor y chirimía, Al mediodía del 15 de enero se acostumbra servir el plato típico llamado «caldillo» y emprender peregrinacions a la ciudad de Esquipulas en el departamento de Chiquimula para visitar la imagen del Cristo Negro.[cita requerida]

### Las Posaditas
Durante la época de Navidad se realizan posadas con imágenes de José y María; esta celebración se inicia el 16 de diciembre y continúa hasta el 24 de diciembre.  Las imágenes se llevan a varias casas pidiendo posada de casa en casa, acompañadas de cascarones de tortuga, pitos, faroles, y cantos. [cita requerida]